# Eunidia nigrosignata
Eunidia nigrosignata är en skalbaggsart som beskrevs av Stefan von Breuning 1939. Eunidia nigrosignata ingår i släktet Eunidia och familjen långhorningar.
Artens utbredningsområde är Kenya. Inga underarter finns listade i Catalogue of Life.